# Communauté de communes du Ranc d'Uzège
La Communauté de communes du Ranc d'Uzège comprenait trois communes :
- Courry ; 313 hab
- Saint-Ambroix ; 3429 hab
- Saint-Brès. 642 hab
- total : 4384 hab

Elle a fusionné avec la Communauté de communes du Pays de Cèze dans la Communauté de communes Cèze-Cévennes.

## Administration
Son président était Patrice Gourret, 1er adjoint au maire de Saint-Ambroix.